# 武涉
武涉（?—?），秦朝末年盱台（今江苏盱眙）人。项羽的策士。
楚汉战争时，项羽和刘邦在荥阳、成皋间相持。刘邦命韩信出兵齐国、赵国，想从项羽背後夹攻，项羽命龙且率大军救援齐国，被韩信击杀。项羽于是派武涉去说服韩信，武涉建议韩信反汉，与楚、汉三分天下鼎足而王。韩信自以为深受汉王刘邦宠信，不听从他的计策。